# The Maiden
The Maiden (dt. etwa „Die Jungfrau“) ist ein  kanadischer Spielfilm von Graham Foy aus dem Jahr 2022. Das Mystery-Drama folgt einen Sommer lang drei Jugendlichen in einer kanadischen Kleinstadt. Die Hauptrollen übernahmen Marcel T. Jiménez, Jackson Sluiter und Hayley Ness.
Das Werk wurde am 6. September 2022 im Rahmen der Internationalen Filmfestspiele von Venedig uraufgeführt.

## Handlung
Alberta in der Gegenwart: Colton und Kyle sind beste Freunde. Sie genießen zusammen den Sommer und streifen glücklich durch ihre Kleinstadt und deren Umgebung. Die beiden Jugendlichen lassen sich treiben und tauschen sich über ihre Träume aus. Auch lassen sie sich zu gewöhnlichem, dummen Teenagerkram hinreißen. So zerstören sie einen alten Fernseher, fahren mit dem Skateboard eine holprige Schotterpiste hinunter oder sprühen Graffiti an eine Eisenbahnbrücke. Als sie eine tote schwarze Katze finden, beerdigen sie diese feierlich. Sie lassen den Kadaver mit einem Strauß Wildblumen versehen auf einem winzigen Floß flussabwärts treiben.
Der perfekte Sommer endet für Colton abrupt, als Kyle bei einem schrecklichen Unfall ums Leben kommt. Dieses Ereignis stürzt ihn in eine tiefe Krise. Er beginnt noch einmal die Orte aufzusuchen, an denen er mit seinem besten Freund Zeit verbracht hat. Sein Umfeld bemerkt seine drastische Wesensänderung und versucht ihm die Hand zu reichen. Colton bleibt aber stumm vor Trauer. Währenddessen erlebt Coltons Mitschülerin Whitney eine eigene tief verinnerlichte emotionale Krise. Wie Colton zieht sie sich auf der Suche nach einer Art Frieden in den Wald zurück. Sie versucht dabei Trost in ihrem Tagebuch zu finden. Auch fertigt sie Zeichnungen darin an. Als Whitney von ihrer besten Freundin verlassen wird, verschwindet sie. Doch ihr Tagebuch wird entdeckt und die scheinbar magische Schlucht macht den Weg frei für eine paranormale Begegnung. So kehrt die vermeintlich für tot gehaltene Katze unter die Lebenden zurück.

## Hintergrund
The Maiden ist das Spielfilmdebüt des kanadischen Kurzfilmregisseurs und Drehbuchautors Graham Foy. Er wuchs in Calgary auf, wo auch die Dreharbeiten zu The Maiden entstanden. Weitere Aufnahmen fanden in Cochrane (Alberta) statt. Ähnlich wie seine jugendlichen Protagonisten verbrachte Foy viel Zeit in der im Film gezeigten Schlucht. Dennoch sei sein Werk nicht vollständig autobiografisch zu verstehen, auch wenn es viele persönliche Verbindungen mit in The Maiden gezeigten Ereignissen, Figuren oder Orten gäbe. Für Foy sei sein Spielfilmdebüt „eine poetische Vision von Teenagerfreundschaft, Verlust und Trauer, die in zwei Teile gebrochen ist, die eine kosmische Verbindung teilen und selbst in Momenten tiefer Verzweiflung Schichten von Bedeutung und Zweck enthüllen“. Für sein Drehbuch wurde in die Moulin d’Andé eingeladen, ein Artist-in-Residence-Programm zur Talentförderung unter Schirmherrschaft von Next Step der unabhängigen Filmreihe Semaine de la critique. Für die Kameraarbeit zeichnete Kelly Jeffrey verantwortlich, die zwischen dokumentarisch anmutenden Handkamera-Bildern und malerischen Landschaftsaufnahmen wechselte.
Der Film wurde von den Gesellschaften F F Films und MDFF produziert. Die weltweiten Verwertungsrechte gingen an die Firma Celluloid Dreams.

## Veröffentlichung
Die Premiere von The Maiden erfolgte am 6. September 2022 beim Filmfestival von Venedig, wo Foys Regiearbeit in der unabhängigen Filmreihe Giornate degli Autori (Venice Days) aufgenommen wurde. Ab 13. September folgten weitere Präsentationen im Rahmen des Filmfestivals von Toronto. Dort wurde The Maiden in die Sektion Contemporary World Cinema aufgenommen.

## Auszeichnungen
Im Rahmen seiner Präsentation beim Filmfestival von Venedig war The Maiden für den Regiepreis der Sektion Giornate degli Autori (Venice Days) nominiert, hatte aber gegenüber dem portugiesischen Beitrag Lobo e cão das Nachsehen. Dennoch erhielt The Maiden den Publikumspreis der Sektion zuerkannt.
Noch in der Postproduktion gewann Foy für sein Projekt Anfang Juli 2022 den TRT First Cut + Award des Filmfestivals von Karlovy Vary.
Darüber hinaus gewann der Film beim 71. Internationalen Filmfestival Mannheim-Heidelberg den Preis der FIPRESCI JURY sowie den Preis der Student Jury.